# Železniční trať Nové Zámky – Zvolen
Železniční trať Nové Zámky – Zvolen (v jízdním řádu pro cestující označená číslem 150) je železniční trať na Slovensku, spojující Nové Zámky a Zvolen přes Levice. Patří mezi důležité dopravní tepny, spojující západ a jih se středním Slovenskem.

## Historie
Trať mezi Novými Zámky a Zvolenem vznikla spojením několika kratších úseků, postavených převážně v 2. polovině 19. století. Jejich propojením vznikla důležitá část jižní trasy, která se ve Zvolenu rozděluje a umožňuje lepší dopravní obslužnost v regionech. Přes Banskou Bystricu, Červenou Skalu a Margecany propojuje jih a střed Slovenska se severní tratí Žilina–Košice a přes Lučenec a Rožňavu po trati Zvolen–Košice s Košicemi.

### Postup otevírání úseků
- 1872 Hronská Dúbrava – Zvolen
- 1894 Šurany – Úľany nad Žitavou
- 1896 Levice – Hronská Dúbrava
- 1900 Nové Zámky – Šurany
- 1914 Úľany nad Žitavou – Levice

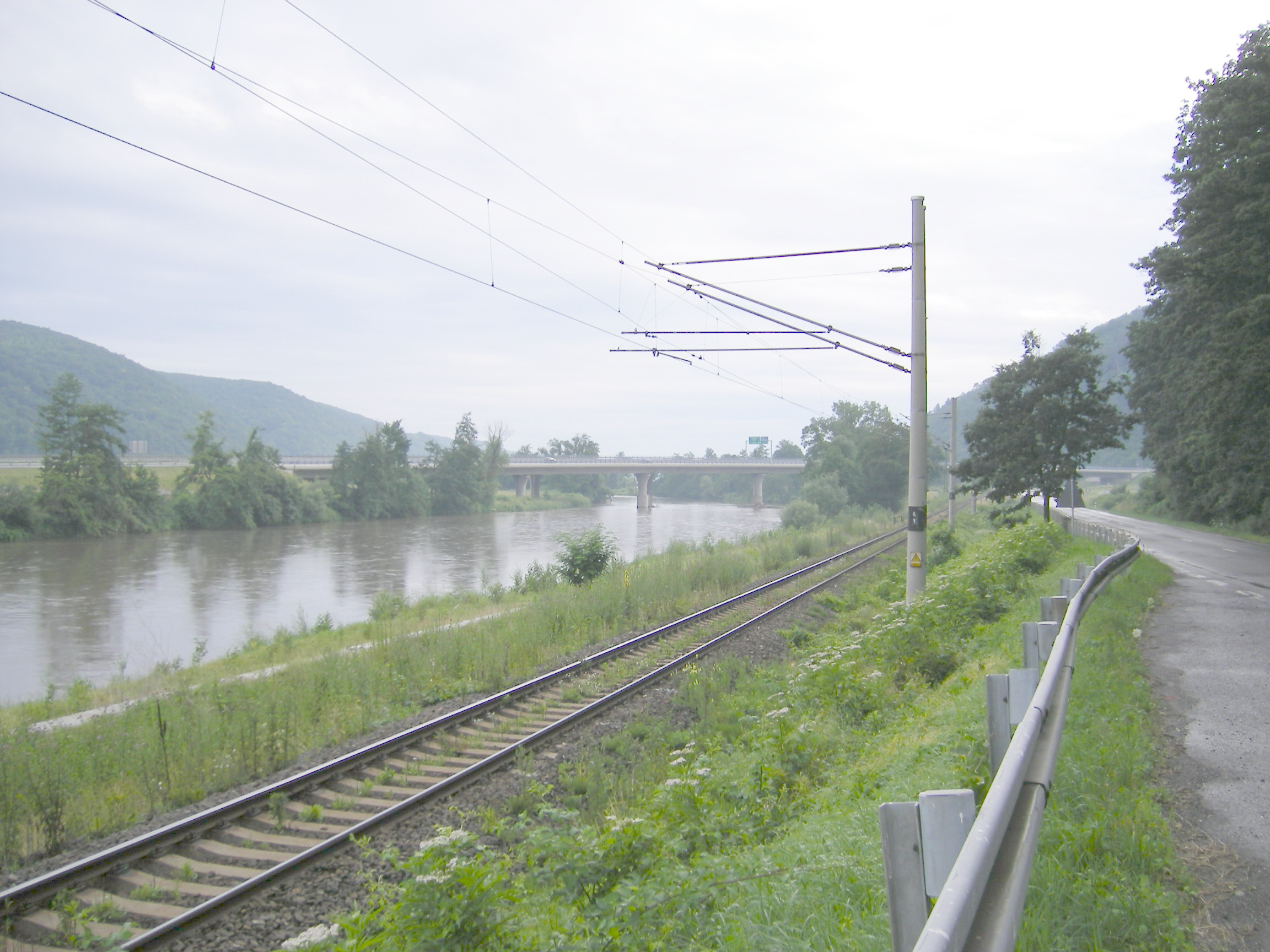
Trať u Hronském Beňadiku

- 1937 2. kolej Zvolen – Hronská Dúbrava
- 1989 2. kolej Žarnovica – Žiar nad Hronom

### Elektrifikace úseků
Po roce 1980 začala elektrifikace tratě s ukončením roku:
- 1986 Nové Zámky – Šurany
- 1991 Šurany – Levice
- 1993 Levice – Žiar nad Hronom
- 1994 Žiar nad Hronom – Hronská Dúbrava
- 1995 Hronská Dúbrava – Zvolen

## Využití tratě
V současnosti jezdí po trati Nové Zámky – Zvolen rychlíky do Banské Bystrice, Prešova a do Košic. Trať využívají regionální i nákladní vlaky.

## Stanice a zastávky na trati
- Zvolen – křižovatka s tratí 153, 160, 170 a 171
- Hronská Dúbrava – křižovatka s tratí 154 a 171
- Jalná
- Šášovské Podhradie
- Žiar nad Hronom
- Žiar nad Hronom zastávka
- Hliník nad Hronom
- Bzenica
- Žarnovica
- Dolné Hámre
- Voznica
- Rudno nad Hronom
- Nová Baňa
- Tekovská Breznica
- Hronský Beňadik
- Psiare
- Kozárovce – křižovatka s tratí 141
- Tlmače
- Veľké Kozmálovce
- Hronské Kľačany
- Levice – křižovatka s tratí 152
- Kalná nad Hronom
- Lok
- Horný Pial
- Jesenské údolie
- Beša
- Pozba
- Podhájska
- Radava
- Hul
- Úľany nad Žitavou – křižovatka s tratí 151
- Šurany zastávka
- Šurany – křižovatka s tratí 130, 140 a 151
- Bánov
- Nové Zámky – křižovatka s tratí 130, 135 a 140